# Hells Angels on Wheels
Hells Angels on Wheels este un film cult american din 1967 cu Jack Nicholson, Adam Roarke și Sabrina Scharf în rolurile principale.
Adam Roarke a mai jucat și în alte filme despre motocicliști ale vremii.
Sabrina Scharf a jucat mai târziu rolul lui Sara în filmul Easy Rider . 

## Prezentare
Un tânăr lucrător la o stație de benzină este acceptat în rândul "Îngerilor pe Roți", o bandă de motocicliști pe care acesta o admiră foarte mult. Va rămâne însă neplăcut surprins să descopere cât de cruzi sunt aceștia și nu se sfiesc de absolut nimic, nici măcar de a face o crimă. Problemele vor apare însă în momentul în care iubita liderului acestui grup se va îndrăgosti de tânărul nostru.

## Distribuție
Adam Roarke	 ...	
Buddy

Jack Nicholson	 ...	
Poet

Sabrina Scharf	 ...	
Shill

Jana Taylor ...	
Abigale

Richard Anders	 ...	
Bull

John Garwood	 ...	
Jocko

## Vezi și
- 1967 în film